# Los Republicanos (Alemania)
Los Republicanos (en alemán: Die Republikaner, abreviado REP) es un partido conservador de Alemania con tendencias nacionalistas. Es discutido si pertenece a la extrema derecha o no, aunque desde 1990 el partido se ha distanciado de fuerzas ultranacionalistas como el Partido Nacionaldemócrata de Alemania (NPD) y el movimiento neonazi.
Si bien nunca logró entrar al Bundestag, ya entró varias veces a parlamentos de los estados federados (Landtag), sobre todo en los años 1980 y 90, y poseen varias bancas en consejos deliberantes de ciudades alemanas.

## Historia
Los Republicanos nacieron en 1983 cuando algunos miembros desilusionados de la Unión Social Cristiana de Baviera (CSU), entre ellos Franz Handlos y Ekkehard Voigt, fundaron el partido como protesta contra el líder de la CSU, Franz Josef Strauß. En sus inicios el partido fue conservador, aún sin tendencias nacionalistas pronunciadas. Esto cambió cuando en 1985 el periodista Franz Schönhuber fue designado como presidente del partido y cambió el perfil, orientándose con el ultranacionalista francés Front National, liderado por el controvertido Jean-Marie Le Pen. Schönhuber había sido miembro del Partido nazi y las Waffen-SS.

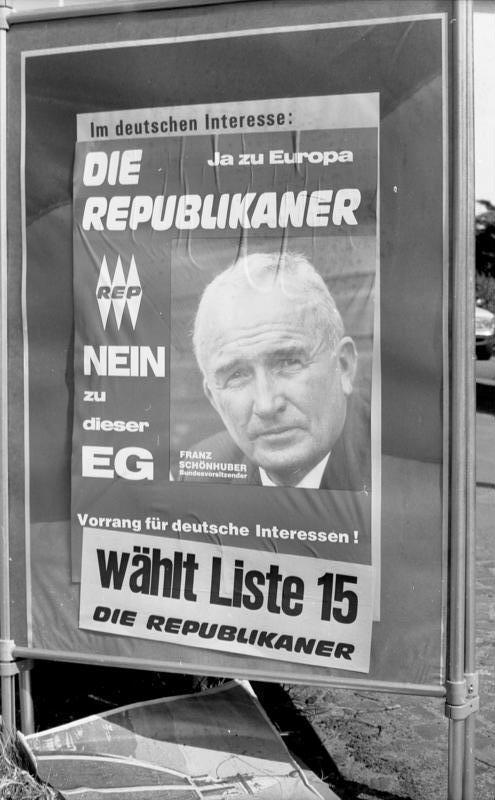
Cartel electoral de Los Republicanos para las elecciones europeas de 1989.

A finales de los años 1980 los Republicanos cosecharon los primeros éxitos electorales. En 1989 lograron obtener un 7,5 % de los votos en el Berlín Oeste y 11 escaños en el parlamento local. Otro éxito electoral importante se produjo en junio de 1989, cuando obtuvieron un 7,1 % de los votos en las elecciones europeas; su mejor resultado se produjo en Baviera, donde obtuvieron un 14,6% de los votos. En el Parlamento Europeo lograron 6 escaños y formaron un grupo parlamentario conjunto con el Frente Nacional francés y otros partidos de extrema derecha: la llamada Fracción Técnica de la Derecha Europea. Sin embargo, ese mismo año los partidos alemanes de centroderecha, CDU y CSU, decidieron no establecer coaliciones de gobierno con los Republicanos bajo ninguna circunstancia. Es probable que a raíz de esta decisión, y a pesar de sus primeros éxitos electorales, el partido nunca lograra consolidarse como fuerza política a nivel nacional. En 1990, debido a la reunificación alemana, se convocó a nuevas elecciones en Berlín, pero en esta ocasión el partido quedó fuera del Parlamento (obtuvo un 3,1%), no recuperando su representación hasta hoy.
Después de estos éxitos iniciales, muchos militantes sin ningún tipo de experiencia pasaron a ocupar funciones públicas, lo que derivó en una primera crisis y conflictos entre las distintas agrupaciones dentro del partido, al cual pertenecían tanto conservadores moderados como nacionalistas extremistas. En 1990 Schönhuber decidió tomar distancia de los extremistas y en la convención nacional de este año, se resolvió no permitir ingresar al partido a personas que hubieran sido miembros de organizaciones neonazis y partidos ultranacionalistas como el NPD.
En 1992, el partido consiguió su mayor porcentaje en unas elecciones y entró en el Parlamento de Baden-Württemberg, con el 10,9% de los votos. Sin embargo, el CDU se negó a formar un gobierno de derecha junto a él. En los próximos años no pudo repetir este éxito en ningún otro estado federado, aunque en 1996 pudieron entrar otra vez en el parlamento de Baden-Württemberg, con el 9.1%. Sin embargo, en 2001 quedaron fuera de este parlamento definitivamente.
En 1994, Rolf Schlierer, reemplazó a Schönhuber. Bajo su mando, el partido volvió a posicionarse como partido conservador y dejó de lado las tendencias extremistas, aunque siguió siendo objeto de observación del servicio de inteligencia (Bundesamt für Verfassungsschutz) por supuestas tendencias extremistas. El cambio de liderazgo, sin embargo, conllevó una fuerte caída en el número de votos: en las Elecciones al Parlamento Europeo de 1999 solo obtuvieron un 1,7% de los votos.
Hoy el partido ya no cuenta con mandatos en ningún parlamento de un estado federado (Landtag). Una posible causa es el éxito de los dos partidos ultranacionalistas DVU y NPD que lograron captar los votos de la extrema derecha a partir de mediados de los 90. Desde 2014 (reemplazando a Schlierer) hasta 2016, el presidente del partido fue Johann Gärtner. Desde 2016 hasta 2019, el presidente del partido fue Kevin Krieger. En 2019 la formación fue presidida durante algunos meses por Michael Felgenheuer, y posteriormente por el actual líder Tilo Schöne.

## Perfil político
Los Republicanos pertenecen a la derecha política y sostienen valores típicos del conservadurismo, como la gran importancia que se da a la patria y sus tradiciones, a la cultura cristiano-occidental y la familia. También mantiene un claro perfil nacionalista. Dada su postura antiinmigración y su populismo de derechas, ha sido considerado de ultraderecha por varios expertos. El politólogo Octavio Rodríguez Araujo, además, lo ha señalado como un partido neonazi encubierto, con un claro discurso xenófobo y racista.

Antiguo logo del partido.

Las mayores controversias se dan respecto a sus posiciones con respecto a la política inmigratoria. Críticos hablan de tendencias xenófobas, que se dan sobre todo en épocas cuando hay elecciones, en las cuales el partido utiliza lemas como "Kriminelle Ausländer Raus!" ("Fuera extranjeros criminales") o "Arbeit für Deutsche" ("Trabajo para alemanes") para ganar votos de protesta. En el programa oficial se pronuncian en contra de la inmigración masiva, pero a diferencia del NPD no pretenden deportar a la totalidad de los extranjeros, sino solamente a los que a su juicio se aprovechan del sistema social de Alemania y a los "mal integrados" y criminales.
Según la agencia de inteligencia alemana, el Bundesamt für Verfassungsschutz (BfV), no se puede hablar de que el partido en su totalidad es extremista, pero sí que se dan elementos extremistas en varias agrupaciones regionales y de parte de varios de sus integrantes. Todos los otros partidos se han pronunciado en contra de formar coaliciones junto a este partido, aún en situaciones como cuando en 1992 la CDU podría haber formado un gobierno junto a ellos en el land de Baden-Württemberg.

## Organización

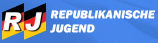
Logo de la RJ.

Los Republicanos cuentan con una organización juvenil, la "Juventud Republicana" (Republikanische Jugend, RJ).
A nivel internacional actualmente no están afiliados a ninguna coalición, pero en su momento cooperaron con el extinto partido derechista del Parlamento Europeo, Identidad, Tradición y Soberanía. En su página web detallan como partidos "amigos" al Partido de la Libertad de Austria (FPÖ) y al Vlaams Belang de Bélgica, los dos de tendencia nacionalista.

## Resultados electorales

### Dieta federal

Gráfico que muestra el apoyo popular de Los Republicanos en elecciones europeas.

| Año  | # de votos   | % de votos | # de escaños |
| ---- | ------------ | ---------- | ------------ |
| 1990 | 987,269 (#6) | 2.1%       | 0            |
| 1994 | 875,239 (#6) | 1.9%       | 0            |
| 1998 | 906,383 (#6) | 1.8%       | 0            |
| 2002 | 280,671 (#7) | 0.6%       | 0            |
| 2005 | 266,101 (#7) | 0.6%       | 0            |
| 2009 | 193,396 (#9) | 0.4%       | 0            |
| 2013 | 91,193 (#12) | 0.2%       | 0            |

### Parlamento Europeo
| Año  | # de votos     | % de votos | # de escaños | +/- |
| ---- | -------------- | ---------- | ------------ | --- |
| 1989 | 2,008,629 (#4) | 7.12%      | 6/81         |     |
| 1994 | 1,387,070 (#6) | 3.92%      | 0/99         | 6   |
| 1999 | 461,038 (#6)   | 1.70%      | 0/99         |     |
| 2004 | 485,662 (#6)   | 1.88%      | 0/99         |     |
| 2009 | 347,887 (#7)   | 1.30%      | 0/99         |     |
| 2014 | 109,757 (#14)  | 0.37%      | 0/96         |     |